# ITV (przedsiębiorstwo)
ITV plc – brytyjska spółka akcyjna notowana na London Stock Exchange, największy komercyjny i drugi ogółem nadawca telewizyjny w Wielkiej Brytanii. Jest właścicielem (często za pośrednictwem spółek zależnych) koncesji na nadawanie analogowego naziemnego programu telewizyjnego w 13 z 15 regionów w ramach systemu ITV. Nadaje na tych częstotliwościach kanał ITV, będący drugim najchętniej oglądanym kanałem telewizyjnym w kraju. Ponadto należą do niej, nadawane w naziemnym i satelitarnym przekazie cyfrowym, kanały ITV2, ITV3, ITV4, ITV Play, CITV Channel, ITV News, STV, UTV oraz Men & Motors. 
Ponadto spółka jest właścicielem kilku firm z branży reklamowej i internetowej, a także mniejszościowych udziałów w innych spółkach z szeroko rozumianej branży medialnej. Powstała 2 lutego 2004 w wyniku połączenia spółek Carlton i Granada.